# Єзьорна (Любуське воєводство)
Єзьорна (пол. Jeziorna, нім. Kattersee) — село в Польщі, у гміні Нова Суль Новосольського повіту Любуського воєводства.
Населення — 65 осіб (2011).
У 1975-1998 роках село належало до Зеленогурського воєводства.

## Демографія
Демографічна структура станом на 31 березня 2011 року:
|          | Загалом | Допрацездатний вік | Працездатний вік | Постпрацездатний вік |
| -------- | ------- | ------------------ | ---------------- | -------------------- |
| Чоловіки | 31      | 3                  | 25               | 3                    |
| Жінки    | 34      | 6                  | 20               | 8                    |
| Разом    | 65      | 9                  | 45               | 11                   |